# 프레즐 (음악 그룹)
프레즐은 대한민국의 5인조 밴드다. 2015년 디지털 싱글 [Hey Love]로 데뷔했다.

## 음반
- Hey Love (2015)
- 지금은 아니야 (2015)